# No More Idols
No More Idols is het tweede album van drum and bass/dubstepproducenten Chase & Status uitgebracht op 28 januari 2011.

## Tracklist
| 1.                 | No Problem                               | 4:10 |
| 2.                 | Fire in Your Eyes (ft. Maverick Sabre)   | 4:15 |
| 3.                 | Let You Go (featuring Mali)              | 3:54 |
| 4.                 | Blind Faith (ft. Liam Bailey)            | 3:53 |
| 5.                 | Fool Yourself (ft. Plan B & Rage)        | 4:34 |
| 6.                 | Hypest Hype (ft. Tempa T)                | 3:29 |
| 7.                 | Hitz (ft. Tinie Tempah)                  | 3:08 |
| 8.                 | Heavy (vs. Dizzee Rascal)                | 3:33 |
| 9.                 | Brixton Briefcase (ft. Cee-Lo Green)     | 3:58 |
| 10.                | Hocus Pocus                              | 3:59 |
| 11.                | Flashing Lights (ft. Sub Focus & Takura) | 4:11 |
| 12.                | Embrace (ft. White Lies)                 | 4:58 |
| 13.                | Time (ft. Delilah)                       | 4:20 |
| 14.                | Midnight Caller (ft. Clare Maguire)      | 3:45 |
| 15.                | End Credits (ft. Plan B)                 | 3:20 |
| Totale duur: 59:26 |                                          |      |

| 16.                  | Chase and Status - Live | 3:46 |
| Totale duur: 1:03:12 |                         |      |

| 16.                  | No More Idols (Mini Mix)                                     | 10:15 |
| 17.                  | Chase and Status (Live Video)                                | 3:46  |
| 18.                  | Fire in Your Eyes ft. Maverick Sabre (Live op het HMV Forum) | 4:25  |
| 19.                  | Let You Go ft. Mali (Live op het HMV Forum)                  | 4:01  |
| 20.                  | Blind Faith ft. Liam Bailey (Live op het HMV Forum)          | 4:41  |
| 21.                  | Hypest Hype ft. Tempa T (Live op het HMV Forum)              | 3:44  |
| Totale duur: 1:29:38 |                                                              |       |

| Nr. | Titel                                                        | Duur |
| --- | ------------------------------------------------------------ | ---- |
| 1.  | Fire In Your Eyes ft. Maverick Sabre (Live op het HMV Forum) | 4:25 |
| 2.  | Let You Go ft. Mali (Live op het HMV Forum)                  | 4:01 |
| 3.  | Blind Faith ft. Liam Bailey (Live op het HMV Forum)          | 4:41 |
| 4.  | Hypest Hype ft. Tempa T (Live op het HMV Forum)              | 3:44 |
| 5.  | Chase and Status (Mini Documentary)                          |      |
| 6.  | End Credits (Muziek Video)                                   |      |
| 7.  | Let You Go (Muziek Video)                                    |      |
| 8.  | Hypest Hype (Muziek Video)                                   |      |
| 9.  | Blind Faith (Director's Cut - Muziek Video)                  |      |

## Hitnotering

### VlaamseUltratop 100Albums
| Hitnotering: (Week 1 t/m 2) 09-04-2011 t/m 16-04-2011 Hitnotering: (Week 3) 11-06-2011 Hitnotering: (Week 4 t/m 16) 09-07-2011 t/m 01-10-2011 Hitnotering: (Week 17) 11-02-2012 | Hitnotering: (Week 1 t/m 2) 09-04-2011 t/m 16-04-2011 Hitnotering: (Week 3) 11-06-2011 Hitnotering: (Week 4 t/m 16) 09-07-2011 t/m 01-10-2011 Hitnotering: (Week 17) 11-02-2012 | Hitnotering: (Week 1 t/m 2) 09-04-2011 t/m 16-04-2011 Hitnotering: (Week 3) 11-06-2011 Hitnotering: (Week 4 t/m 16) 09-07-2011 t/m 01-10-2011 Hitnotering: (Week 17) 11-02-2012 | Hitnotering: (Week 1 t/m 2) 09-04-2011 t/m 16-04-2011 Hitnotering: (Week 3) 11-06-2011 Hitnotering: (Week 4 t/m 16) 09-07-2011 t/m 01-10-2011 Hitnotering: (Week 17) 11-02-2012 | Hitnotering: (Week 1 t/m 2) 09-04-2011 t/m 16-04-2011 Hitnotering: (Week 3) 11-06-2011 Hitnotering: (Week 4 t/m 16) 09-07-2011 t/m 01-10-2011 Hitnotering: (Week 17) 11-02-2012 | Hitnotering: (Week 1 t/m 2) 09-04-2011 t/m 16-04-2011 Hitnotering: (Week 3) 11-06-2011 Hitnotering: (Week 4 t/m 16) 09-07-2011 t/m 01-10-2011 Hitnotering: (Week 17) 11-02-2012 | Hitnotering: (Week 1 t/m 2) 09-04-2011 t/m 16-04-2011 Hitnotering: (Week 3) 11-06-2011 Hitnotering: (Week 4 t/m 16) 09-07-2011 t/m 01-10-2011 Hitnotering: (Week 17) 11-02-2012 | Hitnotering: (Week 1 t/m 2) 09-04-2011 t/m 16-04-2011 Hitnotering: (Week 3) 11-06-2011 Hitnotering: (Week 4 t/m 16) 09-07-2011 t/m 01-10-2011 Hitnotering: (Week 17) 11-02-2012 | Hitnotering: (Week 1 t/m 2) 09-04-2011 t/m 16-04-2011 Hitnotering: (Week 3) 11-06-2011 Hitnotering: (Week 4 t/m 16) 09-07-2011 t/m 01-10-2011 Hitnotering: (Week 17) 11-02-2012 | Hitnotering: (Week 1 t/m 2) 09-04-2011 t/m 16-04-2011 Hitnotering: (Week 3) 11-06-2011 Hitnotering: (Week 4 t/m 16) 09-07-2011 t/m 01-10-2011 Hitnotering: (Week 17) 11-02-2012 | Hitnotering: (Week 1 t/m 2) 09-04-2011 t/m 16-04-2011 Hitnotering: (Week 3) 11-06-2011 Hitnotering: (Week 4 t/m 16) 09-07-2011 t/m 01-10-2011 Hitnotering: (Week 17) 11-02-2012 | Hitnotering: (Week 1 t/m 2) 09-04-2011 t/m 16-04-2011 Hitnotering: (Week 3) 11-06-2011 Hitnotering: (Week 4 t/m 16) 09-07-2011 t/m 01-10-2011 Hitnotering: (Week 17) 11-02-2012 | Hitnotering: (Week 1 t/m 2) 09-04-2011 t/m 16-04-2011 Hitnotering: (Week 3) 11-06-2011 Hitnotering: (Week 4 t/m 16) 09-07-2011 t/m 01-10-2011 Hitnotering: (Week 17) 11-02-2012 | Hitnotering: (Week 1 t/m 2) 09-04-2011 t/m 16-04-2011 Hitnotering: (Week 3) 11-06-2011 Hitnotering: (Week 4 t/m 16) 09-07-2011 t/m 01-10-2011 Hitnotering: (Week 17) 11-02-2012 | Hitnotering: (Week 1 t/m 2) 09-04-2011 t/m 16-04-2011 Hitnotering: (Week 3) 11-06-2011 Hitnotering: (Week 4 t/m 16) 09-07-2011 t/m 01-10-2011 Hitnotering: (Week 17) 11-02-2012 | Hitnotering: (Week 1 t/m 2) 09-04-2011 t/m 16-04-2011 Hitnotering: (Week 3) 11-06-2011 Hitnotering: (Week 4 t/m 16) 09-07-2011 t/m 01-10-2011 Hitnotering: (Week 17) 11-02-2012 | Hitnotering: (Week 1 t/m 2) 09-04-2011 t/m 16-04-2011 Hitnotering: (Week 3) 11-06-2011 Hitnotering: (Week 4 t/m 16) 09-07-2011 t/m 01-10-2011 Hitnotering: (Week 17) 11-02-2012 | Hitnotering: (Week 1 t/m 2) 09-04-2011 t/m 16-04-2011 Hitnotering: (Week 3) 11-06-2011 Hitnotering: (Week 4 t/m 16) 09-07-2011 t/m 01-10-2011 Hitnotering: (Week 17) 11-02-2012 | Hitnotering: (Week 1 t/m 2) 09-04-2011 t/m 16-04-2011 Hitnotering: (Week 3) 11-06-2011 Hitnotering: (Week 4 t/m 16) 09-07-2011 t/m 01-10-2011 Hitnotering: (Week 17) 11-02-2012 | Hitnotering: (Week 1 t/m 2) 09-04-2011 t/m 16-04-2011 Hitnotering: (Week 3) 11-06-2011 Hitnotering: (Week 4 t/m 16) 09-07-2011 t/m 01-10-2011 Hitnotering: (Week 17) 11-02-2012 | Hitnotering: (Week 1 t/m 2) 09-04-2011 t/m 16-04-2011 Hitnotering: (Week 3) 11-06-2011 Hitnotering: (Week 4 t/m 16) 09-07-2011 t/m 01-10-2011 Hitnotering: (Week 17) 11-02-2012 | Hitnotering: (Week 1 t/m 2) 09-04-2011 t/m 16-04-2011 Hitnotering: (Week 3) 11-06-2011 Hitnotering: (Week 4 t/m 16) 09-07-2011 t/m 01-10-2011 Hitnotering: (Week 17) 11-02-2012 |
| Week: | 1 | 2 | | 3 | | 4 | 5 | 6 | 7 | 8 | 9 | 10 | 11 | 12 | 13 | 14 | 15 | 16 | | 17 | |
| --- | --- | --- | --- | --- | --- | --- | --- | --- | --- | --- | --- | --- | --- | --- | --- | --- | --- | --- | --- | --- | --- |
| Positie | 71 | 80 | uit | 99 | uit | 64 | 36 | 58 | 60 | 53 | 46 | 75 | 43 | 62 | 61 | 60 | 82 | 93 | uit | 100 | uit |